# أزناب السفلي (تشهاردانغة)
أزناب السفلی (بالفارسية: ازناب سفلی) هي قرية تقع في إيران في قسم تشهاردانغة الریفي. يقدر عدد سكانها بـ 379 نسمة بحسب إحصاء 2016.